# Grand Prix Legends
Grand Prix Legends (グランプリレジェンズ) は、1998年にSierra Entertainmentから発売されたパーソナルコンピュータ用レースゲームソフトであり、より厳密な区分ではレースシミュレーション、ドライビングシミュレーターソフトである。通称はGPL（ジーピーエル）。日本では発売されず、日本語版は無いが、一部の通信販売業者等が輸入販売している。開発元はPapyrus Design Group。

## 概要
Grand Prix Legends（以降 GPL と表記）はF1の1967年シーズンを再現したシミュレータである。開発の指揮を取ったのはデイヴィッド・ケイマー (David Kaemmer) とランディ・キャシディ (Randy Cassidy) である。開発のコンセプトは、プレイヤーが1967年のF1マシンを運転し、1967年のF1世界選手権が開催された当時のサーキットでレースを行うことであるが、特に重視された点は、現実的な自動車の挙動を再現することにあった。そして実際、GPLの最大の特徴は非常に正確な車の物理学モデル(路上で車を運転するとどのような反応をするか、どのような感触であるか)であり、非常にリアリティのあるレーシングカーシミュレーションとしての評判を1998年のリリース時から維持している。また、軽快なネットワーク対戦レースが行うことができ、今でもインターネットを通じてオンラインレース等が行われている。その他の主な長所とされている点は、1967年当時のF1が再現されたグラフィック、サウンド、そしてユーザコミュニティからの充実したインターネットサポートである。GPLの主要な弱点と見なされるものは、車を上手に運転するのがかなり難しい事による非常に急な学習曲線、並びに、マイナーではあるが少々気になる物理学の不備な点、つまりタイヤのすり減りを完全に省略したタイヤモデル、幾分単純化されたダメージの概念等が挙げられる。

## 再現された1967年シーズンのF1
一般的に、レースゲームやレースシミュレーションの題材としては最新のレーシングカーが扱われることが多いが、GPLの開発者によって選ばれたのは30年以上も前のF1であった。その題材となった1967年シーズンはF1の転機として広く見なされている。前年の1966年にレギュレーションが変わり、F1マシンは再びエンジンが強力になった。最高速度は300km/hを超えていたが、ウイングはまだ無かった。しかも、まだスリックタイヤ以前のグリップ力(摩擦力)の低い溝付きタイヤが使われていたため、非常にデリケートなドライビングが要求される車となっていた。そしてF1マシンがシーズンを通じて伝統的なナショナルカラーを身に付けていた最後の年であった。翌年の1968年からはスポンサーカラーが登場した（フェラーリは有名な「ロッソ・コルサ」色を保った）。また、1968年シーズン途中から登場したウイングは、レースごとに異なった配置で、背が高く、壊れやすく危険な物であった。
1960年代の半ばまで、致命的なクラッシュが何度も起きたにもかかわらず、安全性は特に重要な問題であると思われておらず、既に出来る限りの対策が取られていると広く思われていた。1966年、スパ・フランコルシャンでのクラッシュによりマシンに閉じ込められていた間中ガソリンに浸かっていたジャッキー・スチュワートの経験の他に、1967年、モナコのシケインで起きたロレンツォ・バンディーニのショッキングな火災事故、そして1968年のジム・クラークの死によって、F1はさらに真剣にこの問題を総括的に考え始めるようになった。その結果の一つとして、1969年のスパ・フランコルシャンと1970年のニュルブルクリンクのレースは行われなかった。ドライバー達の要求する安全性が満たされないとしてサーキットの改修が必要になった為である。

## 車
GPLで利用可能なマシンは、ロータス・49、フェラーリ・312、イーグル＝ウェスレイク（今まで作られたF1マシンの中で最も美しいものの一つとされ、グランプリを勝った数少ないアメリカ車の一つでもある。）、ブラバムBT24、そしてH16エンジンを積んだBRM・P115（この車は成功せず、ジャッキー・スチュワートは「私のレース人生の中で最悪のF1カー」と評した。）ならびに2つの架空の車がある。ムラサマとコベントリーで、これらはホンダ・RA300とクーパー・T81Bの代役である(ライセンス問題によりこれらの車は含まれなかった)。これらの車をホンダとクーパーに変える第三者が作ったパッチが利用可能である。なお、いくつかの車は実際にはシーズンの途中から登場した。特に、ロータス・49はキャラミとモナコを走っていない。

## AIドライバー
プレイヤーは1967年当時のトップドライバーとレースを行える。ジャック・ブラバム、デニス・ハルム、ジム・クラーク、ダン・ガーニー、ジョン・サーティース、ペドロ・ロドリゲスそしてロレンツォ・バンディーニが登場する。ジャッキー・スチュワートはライセンス問題のため含まれない。
実際の1967年シーズンと異なり、GPLにおける各チームのドライバーズシートは安定している。ドライバーのラインアップは完全に正確というわけではない。何人かのAIドライバーは実際にはめったにF1に登場しなかった。例えば、フランス人ドライバーのジャン＝ピエール・ベルトワーズはゲームの中でBRMを運転しているが、実際は1967年に三度、マトラのF2マシンをドライブしただけであり（当時はF2マシンをF1グランプリに持ち込んで戦うシーンも見られた）、1972年以前には決してBRMを運転しなかった。もう一人、1967年に小さな役割を持ったベルギー人、ジャッキー・イクスが居る事もこの例に当てはまる（F1グランプリとF2ヨーロッパ選手権が混走で行われたニュルブルクリンクでは、F2マシンながら、予選や、決勝でリタイヤするまでほとんどのF1マシンよりも速く走って見せた。そしてクーパーからF1デビューを果たしたモンツァでは6位入賞した）。
なお、ドライバー構成を変える第三者が作ったパッチが利用可能である。

## サーキット
このシミュレータには1967年当時の11ヶ所のサーキットが含まれる。この中にはイタリアのハイスピードサーキットのモンツァ、カナダのジェットコースターのような起伏に富んだモスポート・パーク、狭い市街地サーキットのモナコ、現在とは異なる、全長14km全てが公道のスパ・フランコルシャン、ドイツの独創的な全長23 kmのニュルブルクリンク・ノルトシュライフェが含まれる。
このゲームでの11ラウンド中、10ラウンドのレースは実際のF1の1967年シーズンで使われたサーキットで行われる。GPLの中でのフランスグランプリはルーアンで行われるが、実際にはル・マン・ブガッティサーキットで行われた。ルーアン（1968年のフランスグランプリ開催地）は美しい景色の中を走り、ドライバーにとって非常に魅力的なサーキットとされたが、ブガッティサーキットおよびその周囲の景色はそれに比べてやや面白みに欠けると概して見なされていたからである。実際、ブガッティサーキットはドライバー達に人気が無く、デニス・ハルムはここを "ミッキーマウス" サーキットと呼んだ。
いずれのサーキットも、現在のサーキットと比較すると大変危険な箇所があり、当時のレーシングドライバーが感じていた緊張感の一部をGPLプレイヤーも仮想体験する事になる。コーナーにオーバースピードで突っ込んだり、カウンターステアを当て過ぎる(実車のように一瞬だけフルカウンターを当てるような操作が求められる場合がある)等して車が路面を飛び出すと、生垣、街灯、欄干、立ち木、時には民家にさえ衝突したり、土手に乗り上げて横転したり、柵を乗り越えコース外へ飛び出す等といった事も起こり得る。グリップ力に余裕のある現在の車にとってはストレートの一部とも思える緩やかなコーナーでも、GPLのマシンにとってはグリップ力を最大限に利用しなければならない場合が多く、ほぼ全てのコーナーで気が抜けない事になる。当時のサーキットは現在と比較するとシケインの数が非常に少ないのも特徴の一つとなっている。
開発者が各サーキットの特徴を再現するに当たっては、様々な資料以外に、実際に現地に出向いて調査を行った他、当時のF1の様子を今日に伝える、1966年シーズンのF1を題材にした映画「グラン・プリ」の映像も参考にされた。
なお、GPLのキャラミ・サーキットに存在するピットウォールは実際には1967年のF1開催時点では存在していなかった。この点を修正するパッチもファンの手により用意されている。

## ゲームプレイ

### レースモード
Traningプレイヤー単独で任意のサーキットで練習走行を行う。
Single Race任意のサーキットで最高19人のAIドライバーとレース(予選、決勝)を行う。
World Championship最高19人のAIドライバーと11ラウンドのレースを行い、合計ポイントを競う。
Multiplayerネットワークを通じて任意のサーキットで最高19人のプレイヤー(AIドライバーを加える事も可能)を相手にオンラインレースを行う。
- 各レースモードにはマシンへのダメージの有無やレースの長さ等で数種類のオプションがある。
- 走行前、あるいは走行後にセッティング(燃料搭載量、タイヤの空気圧、ブレーキバランス、サスペンション系統、ギア比、LSD、ステアリングレシオ)やタイヤの温度と空気圧のチェックが行える。
- 走行時の視点は、ドライバーがコックピットに座った状態を再現した車内視点と、車を前方に見下ろす追跡視点が選択できる。
- 走行中におけるラップタイム、順位などの情報提供はピットボードにより行われる。
- ジャンプスタートやコースのショートカット等でペナルティを与えられる事もある。その場合はピットに入って一定時間静止しなければならない。
- レース中のピットにおけるタイヤ交換、ガソリン給油、マシンの修繕等は再現されていない。
- 初級、中級クラスのレースにおいてはマシンが走行不能な状態に陥ってもその場で復活させる事ができる。(油温、タイヤ表面温度は初期値に戻るため注意が必要)
- オンラインレースではチャットを利用できる(日本語入力は不可能)。
- リプレイ機能を利用してレースの模様を見返すことが出来る。リプレイファイルとして保存も可能。

### 下位カテゴリー
GPL開発陣は、初心者スキーヤーをいきなり上級者ゲレンデに置き去りにするような状況を避けるため、フォーミュラ・フォードと同等の入門カテゴリーからスタートし、F2を卒業した後にF1に乗れるような仕組みを予定していたが、出荷期限を守る為に盛り込まれなかった。その代わり、主に初心者の練習走行用として、各F1車の車体はそのままに、エンジン回転数やパワー、ギアの数、タイヤのグリップ力が抑えられたNovice Trainer(通称F3)とAdvanced Trainer(通称F2)が用意されている。全くの初心者であっても、F3、F2の順にマシンの限界がつかめるようになれば、自然とF1マシンの限界も把握しやすくなるよう配慮されている。ただし、F2マシンはそのグリップの低さから、初心者向けでないという考え方もあり、非初心者プレイヤー達によって、F2マシンによるオンラインレースリーグが行われる場合もある。なお、これらの車は通常、Trainingモードでのみ使用できるが、設定ファイルの内容を変える事で、その他のモードでレースを行うことも可能になる（Eagle Woman's Grand Prix Legends(英語)のFAQ、5.3項参照）。

### 運転操作
プレイヤーはステアリング、アクセル、ブレーキ、クラッチ、シフトアップ、シフトダウンをコントローラに割り当て、車を操作する（本格的なコントローラを使用すれば実車のようなシフトレバーの操作や、足踏み式ペダルによるクラッチ操作が可能）。車内視点にはミラーが含まれるが、加えて視界を左右に振る操作が可能。
シフトチェンジ等におけるクラッチ操作はコンピュータが勝手に行うが、エンジン回転数の制御はプレイヤーが行う。アクセルを踏み続けたままでシフトアップを行うとエンジンが吹けすぎてエンジンブローの原因となる。シフトダウン時にはエンジン回転数を合わせなくてもギアが入ってしまうが、回転数が合っていないとシフトショックで車の挙動を乱す事もある。任意の時点でクラッチを切ることは可能である（スタート時に1速に入れて空吹かしを行う時など）。なお、エンジンストールは再現されていない。
ドライビングエイドとしてオートマチックシフト、アクセル、ブレーキの補助が利用可能だが、いずれも最高の性能を発揮できる様には作り込まれていない。スピードセンシティブステアリングレシオの利用も可能である。これはステアリングレシオを大きく設定した時(前輪の切れ角の範囲が狭まる)にもタイトなコーナー等を曲がりやすくするもので、96 km/h以下で速度低下に比例して段階的にステアレシオが小さくなる。

### 車の性格
デイヴィッド・ケイマーは次のように発言した。「1967年の実際のグランプリカーの運転は他のどの車よりも難しいと言える。そしてシミュレーションは実車の運転より難しい・・・多くの人は氷の上をドライビングするように感じるだろう。」
GPLマシンのドライビングの難しさの多くは物理モデルの正確さによるものとされ、実車のような加速度や重力を感じられない事はもちろん、車のグリップ力の低さが難易度を高めている。他のレースシミュレーション経験者や実際のモータースポーツ経験者は比較的早くGPLの運転に慣れる傾向がある一方、全くのレースシミュレーション初心者にとっては最初の段階から挫折の連続となる傾向がある。GPLはゲームと言うより、ある意味で、事実上スポーツである。GPLの本質は1967年当時のチャレンジングなサーキットでこれらのクラシックカーを運転するのに要求される技術に近いもので、レースドライビングの理論にかなった操作が要求されるのはもちろん、プレイヤーがこれらのマシンから最大限の性能を引き出す為には、精巧な楽器の演奏を学ぶ時のように、忍耐や集中力、軽やかでスムーズな操作が要求され、数か月、数年単位で気長に上達を目指す姿勢も求められる。
天候はドライコンディションに限られ、ウェットレースは行われない（ただし、アドオンコースとして、後付でウェットコースが追加可能である。）が、とにかく車の挙動はややスリッピーである。それは、1967年当時のF1グランプリマシンは、350馬力 (260 kW) を超える大きなパワーを持ち、約500 kg（1100ポンド）の軽い車体で、硬く細いバイアスタイヤを履き、全くダウンフォースが無かったからである。これらの要素により、F1の歴史の中でもいっそう危険性の高かったシーズンの一つとされている。一方、バーチャルレーサーは安全が保障され、シートを失う心配とも無縁ではある。
GPLの車の主な特性は、ブレーキング距離が比較的長くなる事、ロックやホイールスピンを起こしやすい事、サスペンションが柔らかい為に加減速時に荷重移動しやすく、4輪全てのグリップ力が変動し、ハンドリングも変化する事、大きなスリップアングルを持つ事、ヨー方向（垂直軸を中心にして回転する方向）の慣性モーメントと比較してグリップ力が低い事によるアンダーステア、オーバーステアが発生しやすい事、路面の勾配変化によるグリップ力の増減やバランスの変化が顕著であり、時にはタイヤが4本とも完全に「離陸」する事、タイヤが冷えていたり摩擦熱で熱くなりすぎるとさらにタイヤのグリップ力が減る事、サスペンションが圧縮されバンプラバーに底付きしたり車体の底が路面を擦った際、急激にグリップ力が減る事等が挙げられる。
セッティングの数値の変化が車の挙動に及ぼす影響を詳しく理解することも必要になってくるが、幸いな事に、この問題をカバーするGPLのウェブサイトがいくつも存在する。
試行錯誤の末、プレイヤーがいったんこれらの車を正しく運転する方法を会得すると、非常にはっきりとした達成感が得られる。

## ハードウェア

### 最低動作環境
- Windows 95/98/2000/Me/XP（発売時点ではWindows 95/98）
- Pentium 90MHz
- 16MB RAM
- HDD空き容量100MB
- SVGAカード 640x480、256色
- CD ROM 2倍速
- サウンドカード
- 28.8kbpsまたはそれ以上の速さのモデムあるいはLAN接続等（ネットワーク対戦を行う場合）

GPLが発売された時、GPLはかなりハイエンドなハードウェアを必要とした。ソフトウェアレンダリングが利用可能であった一方、スムーズなゲームプレイの為には3Dカードが必要だったが、GPLは3dfxとRendition Veritéの2つをサポートするだけであった。GPLのパッケージに書かれた、要求される最低スペックのCPUは、ハードウェアアクセラレーション付きでPentium 90MHz、無しでPentium 166MHzだが、実際、このどちらにおいても満足できるフレームレートは得られなかった。
発売から日を経ているだけに、ハードウェア等との相性問題も報告されているが、多くの問題はファンの手で解決法が見付けられている。

### コントローラ
キーボードもサポートされているが、これによるコントロールは非常に困難である。フォースフィードバック機能付きのステアリングコントローラとそれに付属するアクセル、ブレーキ用の足踏み式ペダルを使用するのが一般的だが、ジョイスティック、アナログゲームパッド等を使用するプレイヤーも見られる。GPLにはステアリング、アクセル、ブレーキはもちろん、クラッチ用にもアナログ軸が用意されている。

## パッチ
インストールしたての状態のGPLは、最新のドライビングシミュレーションでは当然であるようないくつかの特徴が欠けている。そのため、ほとんどの人は当然のようにいくつかのパッチを付け加える。それはフォースフィードバックを追加する公式のバージョン1.2パッチ、二つ目のパッチは Direct3DとOpenGLのどちらか、またはこれら両方をサポートするパッチ、三つ目のパッチは1.4GHzより速いCPUを使ったコンピュータ上でGPLを動かす際に起こる不具合を取り除くパッチである。現在、GPLの最良の状態を手に入れるためのベストな方法は、これらのパッチをひとまとめにした"all-in-one"パッチをGPL Track Database(英語)から手に入れる事であろう。そして現在、一つのサーキットが入ったオリジナルのデモに全てのパッチを当て、さらに車とサーキットのグラフィック等をアップグレードしたデモ、Grand Prix Legends 2004 Demo(英語)がある。

## 販売の成功
1998年、これまでで最もリアリティのあるレースシミュレータとしてプレスの喝采を受けた一方、GPLはよく売れたわけではなかった。特にアメリカにおいて。アメリカでは、F1に基づいたゲームはヨーロッパ市場に比べてアピール力が足りなかった。また、車は運転が難しく、ゲームのハードウェア必要条件が、発売当時の多くのPCには満たされていなかった事も原因として挙げられる。
GPLが3dfxとRendition以外の3Dアクセラレータカードをサポートしなかったことは、これらのカードが時代遅れになった時に、GPLの売れ行きの減少に貢献した。これは、その当時、Direct3Dをサポートしなかった為である。
2004年の時点で、総売上は約20万個であった。これらの販売の多くはゲームの発売開始よりかなり遅れてのもので、それはCPUが高性能化し、よりゲームがスムーズに動くようになり、Papyrusが新型のグラフィックアクセラレータでGPLを動かすパッチをリリースしてからの事であった。それに加えて、フォースフィードバックをサポートするように改良されたことも助けになった。さらに、廉価版がリリースされた事と、ニュルブルクリンクの入ったデモCDがそのサーキットの1999年シーズンの公式雑誌に含まれ、2001年にドイツの雑誌PC Actionの付録となった事も、GPLへのニューカマーを促進した。

## コミュニティ
このゲームのバックボーンは強力なコミュニティである。全てのサーキット、車、メニュー画面、ドライバーやサーキットのAIにアップデートやアドオンがコミュニティの手によって用意されている。400を超えるサーキットがゲームファンの手によって作られている。インターネットを使ったオンラインレースはVirtual Racers' Online Connection(英語)(VROC)に集まって行われている。日本においてはVROCと並んで、VROCよりも早く生まれた対戦用ツールであるGPLIPを使用する等してオンラインレースが行われてきている。他にも、テレメトリー的な解析をしたり様々なカスタマイズができるものに至るまで、数多くのツールが無償提供され、利用可能である。

## Mod

### 1965 F1 Mod
2004年春、GPLコミュニティーによって初めて作られたmodがリリースされた。Papyrusから利用可能な公式なツールもソフトウェア開発キットも無かったため、ほとんど全てを一からやり遂げなければならず、これがすなわち、全ての過程に約4年もかかったことを意味する。このmodはF1の1965年シーズンを再現している。これには当時の車とドライバー、そして改造された物理学エンジンが含まれている。オリジナルのGPL車よりもエンジン出力が低く、車重が軽く、タイヤのグリップ力が増しているため、コントロールしやすい車となっている。

### ThunderCars（サンダーカーズ）Mod
難しい仕事のほとんどは1965 modで終えたので続いてのmodはやや安産であった。2005年3月、ThunderCars modがリリースされた。これは架空のワンメイクレースをシミュレートしたものである。この車は1970年代初頭のインディカーに大まかに基づいており、426cid（7.0l）のビッグ・ブロックV8エンジンで625馬力を発生する。この車は実に速い〔いくつかのサーキットでは235 mph（約378 km/h）を超過する〕が、大きい塊のエンジンと、レースを走るのに余計な燃料を必要とする為に、F1カーより機敏さが劣ると同時に、ブレーキ距離が伸びる。これをやや埋め合わせるのは装着されたスリックタイヤである。このmodの将来の改訂版に、調節可能なダウンフォースが含まれることが期待されている。ThunderCars announcement and download(英語)

### 1969 F1 Mod
F1の1969年シーズンに基づいたものである。このmodはオリジナルの物理モデルに含まれなかった機能であるダウンフォースが物理モデルに加わると思われる。加えて、2種類の車のセットが予定されている。つまり、モナコ前の、ウィングの配置が高く表現されたものと、モナコ後の、ウィングの配置が低く表現されたものである（空力物理モデルはどちらも同じになると思われる）。この1969modは2007年に、最終版がリリースされた。

### 将来のMod
「1955 F1 mod」と「1937 Grand Prix mod」が将来のmodとして考慮中である。

## GPL以後のゲーム
2001年にGPLエンジン(GPLの物理学モデル)の改良バージョンがNASCAR Racing 4に使用された。このゲームはアメリカで大ヒットを記録した。しかしいつものNASCARゲームのように、ヨーロッパでは空振りであった。最も新しく生まれたGPLエンジンは、多数の人々に現在のモータースポーツシミュレーションの優れた標準と見なされるNASCAR Racing 2003 Seasonの中に見出せる。